# Tadarida ventralis
Tadarida ventralis är en fladdermusart som först beskrevs av Theodor von Heuglin 1861.  Tadarida ventralis ingår i släktet Tadarida och familjen veckläppade fladdermöss. IUCN kategoriserar arten globalt som otillräckligt studerad. Inga underarter finns listade i Catalogue of Life. Wilson & Reeder (2005) skiljer mellan två underarter.
Denna fladdermus når en absolut längd av 14,2 till 16,8 cm, inklusive en 5,1 till 6,6 cm lång svans samt en vingspann av 44 till 48,5 cm. Den har 6,0 till 6,7 cm långa underarmar och 1,8 till 2,9 cm stora öron. Honor är med en vikt av 31 till 46 g lite lättare än hannar som väger 38 till 55 g. Pälsen på ovansidan kan vara jordfärgad (umbra) till rödbrun och på undersidan förekommer främst ljusbrun päls eller ljus rödaktig päls. Arten har en längsgående vit strimma på buken, ibland med en röd skugga. Exemplar från Tanzania hade dessutom en naken fläck på strupen och de angränsande håren var gråa eller vita.
Arten förekommer i östra Afrika från Eritrea och Etiopien till Zimbabwe men den når inte Indiska oceanen. Fladdermusen vistas oftast i högland och bergstrakter mellan 1500 och 2500 meter över havet. Individer hittades i savanner med klippor och bergssprickor. En flock vilade i en byggnad.
Tadarida ventralis är mycket sällsynt. Fram till 1980-talet var bara 16 exemplar kända.